# Lozice
Lozice so razloženo kraško naselje v Občini Vipava. Ležijo v dolinici potoka Močilnik pod Rebernicami oz. ob jugozahodnem vznožju Nanosa. Skozi vas pelje cesta, ki je vzporedna magistralni cesti Ajdovščina-Razdrto in se pri Podnanosu odcepi, ter pelje po dolini  do zatrepa, kjer je (nedaleč od Razdrtega) vas Otošče (ob potoku Močilnik je bilo med Lozicami in Otoščami v preteklosti 13 mlinov). Lozice sestavljajo zaselki Žerjavska vas, Mislejska vas, Renkovska vas, Lipovška vas, Kolona, Loka, Stajce, Spodnji Žvanuti in Zgornji Žvanuti. Blizu zaselka Lozice je ob magistralni cesti naselje Podgrič.
Ker z Nanosa pogosto piha močna burja, sadjarstvo in poljedelstvo ni dobro razvito. V preteklosti so se vaščani ukvarjali večinoma z živinorejo in z mlinarstvom (vodno moč so uporabljali tudi za žage). V prisojnih legah je nekaj vinogradov (avtohtoni trti pinela in zelen), ki jih danes vaščani uporabljajo kot dopolnilno gospodarsko dejavnost. Povečini so zaposleni v industrijskih obratih na področju med Postojno in Novo Gorico. 
Etimologija krajevnega imena se lahko nanaša na vaški izvir Losca, pritok Močilnika, ali na izraz »loza«, ki pomeni vinsko trto oziroma jaso sredi gozda. Do leta 1866 je bila cesta skozi vas edina prometnica, ki je povezovala Vipavsko dolino s Postojno. Tako sta po njej potovala Napoleon Bonaparte, papež Pij VI. in druge znane osebnosti. V vasi je kamnita miza, ob kateri naj bi se Napoleon odpočil. 
Župnija Lozice se ponaša s kraško-renesančno župnijsko cerkvijo sv. Frančiška Ksaverja, prvo, ki je bila v Sloveniji posvečena temu svetniku. Pred letom 1764 je bila posvečena sv. Gotardu. Zgrajena je bila v začetku 18. stoletja in ima rokokojsko izdelan oltar s sliko žalostne Marije (delo M. Fayerna). Poleg cerkve stoji starejša Kapela Božjega groba (16. stoletje). Obe stabvi imata kamnito skrilavo kritino. K župniji sodi še podružnična cerkev sv. Marije Magdalene na Otoščah. Romarska cerkev Lozičanov je cerkev svetega Hieronima na Nanosu.
V časih Avstro ogrske monarhije je bila vas znana tudi po vinu Zelen. Vino Zelen se je pilo na Dunajskem dvoru. 
Vas prečka tudi 14. poldnevnik  točno čez hišo kjer je bivala teta od Stanka Premrla. Rad je poležaval pri Stajčerjevem jezu kjer je dobival navdih za uglasbitev Zdravljice.
Med počitnicami na Lozicah je Stanko Premrl uglasbil Prešernovo Zdravljico, današnjo slovensko himno.

## Osebnosti, povezane z Lozicami
- Franc Lipovž, fotograf in izumitelj
- Ivan Renko, partizan in veleposlanik
- Rajko Koritnik, operni pevec in pedagog
- Stanislav Koritnik operni pevec
- Ciril Pelicon
- Bert Sotlar

## Prebivalstvo
Etnična sestava 1991:

- Slovenci: 218 (100 %)